# بيتر إي. هووك
بيتر إي. هووك (بالإنجليزية: Peter E. Hook) هو لغوي أمريكي، ولد في 1942.